# Coluria
Coluria é um género botânico pertencente à família Rosaceae.
1. ↑  «Coluria — World Flora Online». www.worldfloraonline.org. Consultado em 19 de agosto de 2020